# Sirius Systems Technology
Sirius Systems Technology war ein US-amerikanisches Unternehmen mit Sitz in Scotts Valley, Kalifornien, das Anfang der 1980er Jahre als Konkurrent von IBM den Büro-PC Victor/Sirius entwickelte. Das Unternehmen wurde von Chuck Peddle und Chris Fish gegründet, die beide zuvor bei MOS Technology gearbeitet hatten.
Im Jahre 1982 kaufte Sirius die Firma Victor Business Systems, die damals für ihre Produktion von Taschenrechnern und Kassensystemen bekannt war, und man änderte den Namen des gemeinsamen Unternehmens in Victor Technology.
1984 meldete die Firma Konkurs an, konnte aber restrukturiert werden.